# John Herschel
  John Herschel  (anglès: John Frederick William Herschel)  (Slough, 7 de març de 1792 - Hawkhurst, 11 de maig de 1871) va ser un matemàtic i astrònom anglès, fill de l'astrònom William Herschel.
John Herschel va popularitzar l'ús de la data juliana en astronomia, i en fotografia va inventar el procés de la cianotípia. Va encunyar els termes "fotografia", "negatiu", "positiu", i va descobrir l'ús del tiosulfat de sodi com fixador de les sals d'argent. També va informar a Daguerre que el seu propi descobriment de l'hiposulfat de sosa fixaria les seves fotografies fent-les permanents. Malgrat aquest interès per la fotografia, no va poder utilitzar l'astrofotografia, que no va incorporar-se a les tècniques científiques fins molt més tard.

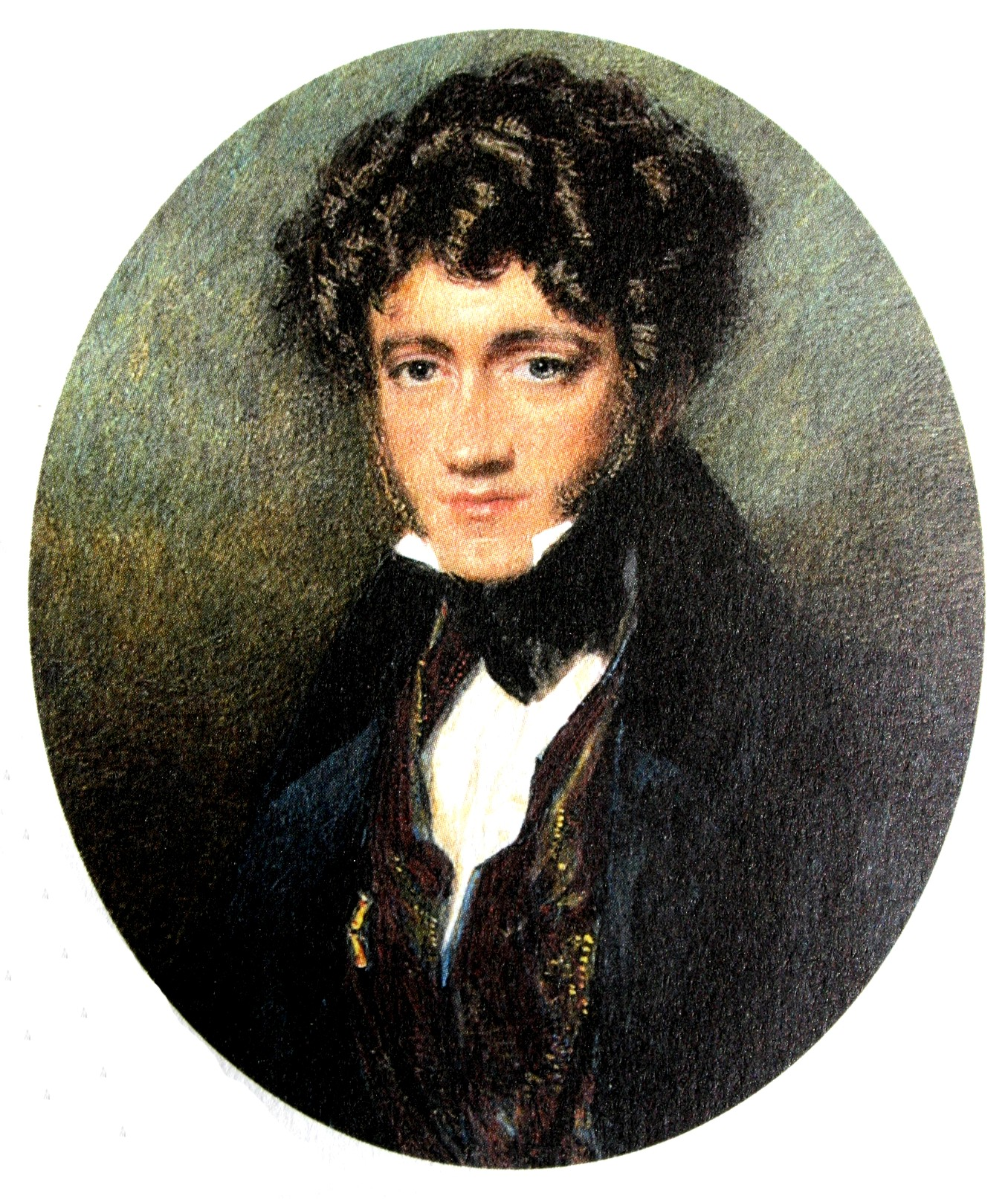
Retrat de John Herschel, pintat per Alfred Edward Chalon el 1829.

## Començaments i treballs en astronomia
Herschel va néixer a Slough (abans Buckinghamshire, ara Berkshire). El 1800 va estudiar durant pocs mesos a l'Eton College (la seva mare el va treure perquè era assetjat pels companys), però la major part de la seva escolarització va ser en l'escola privada de Hitcham fins que el 1809 va ingressar al St John's College de la universitat de Cambridge. Es va graduar amb la màxima puntuació l'any 1813. Durant la seva etapa d'estudiant es va fer amic de Charles Babbage i George Peacock; precisament va ser la feina de correcció d'errors sistemàtics en les taules astronòmiques, tasca en la qual van treballar tots, el que va animar Babbage a construir una màquina automàtica de còmput que eliminés el treball humà.
En graduar-se va pensar en iniciar una carrera jurídica i es va traslladar a Londres on va estudiar breument al Lincoln's Inn, però aviat va retornar a Cambridge per ocupar una plaça de fellow al St John's College i on va començar a fer estudis sobre la polarització de la llum. El 1816 va tornar a Slough per a treballar en l'observatori astronòmic del seu pare i, com ell, va convertir-se en un estudiós sistemàtic d'objectes celestes concrets, fent observacions molt precises i tractaments matemàtics sofisticats.
Entre 1821 i 1823 reexaminà, juntament amb James South, les estrelles binàries catalogades pel seu pare. Per aquest treball va obtnir en 1826 la Medalla d'or de la Reial Societat Astronòmica (la tornaria a guanyar en 1836); i la medalla Lalande de l'Institut de França en 1825; la Royal Society li va atorgar a més la Medalla Copley per les seves contribucions matemàtiques. Va Ser nomenat Sir el 1831.

## Visita a Sud-àfrica

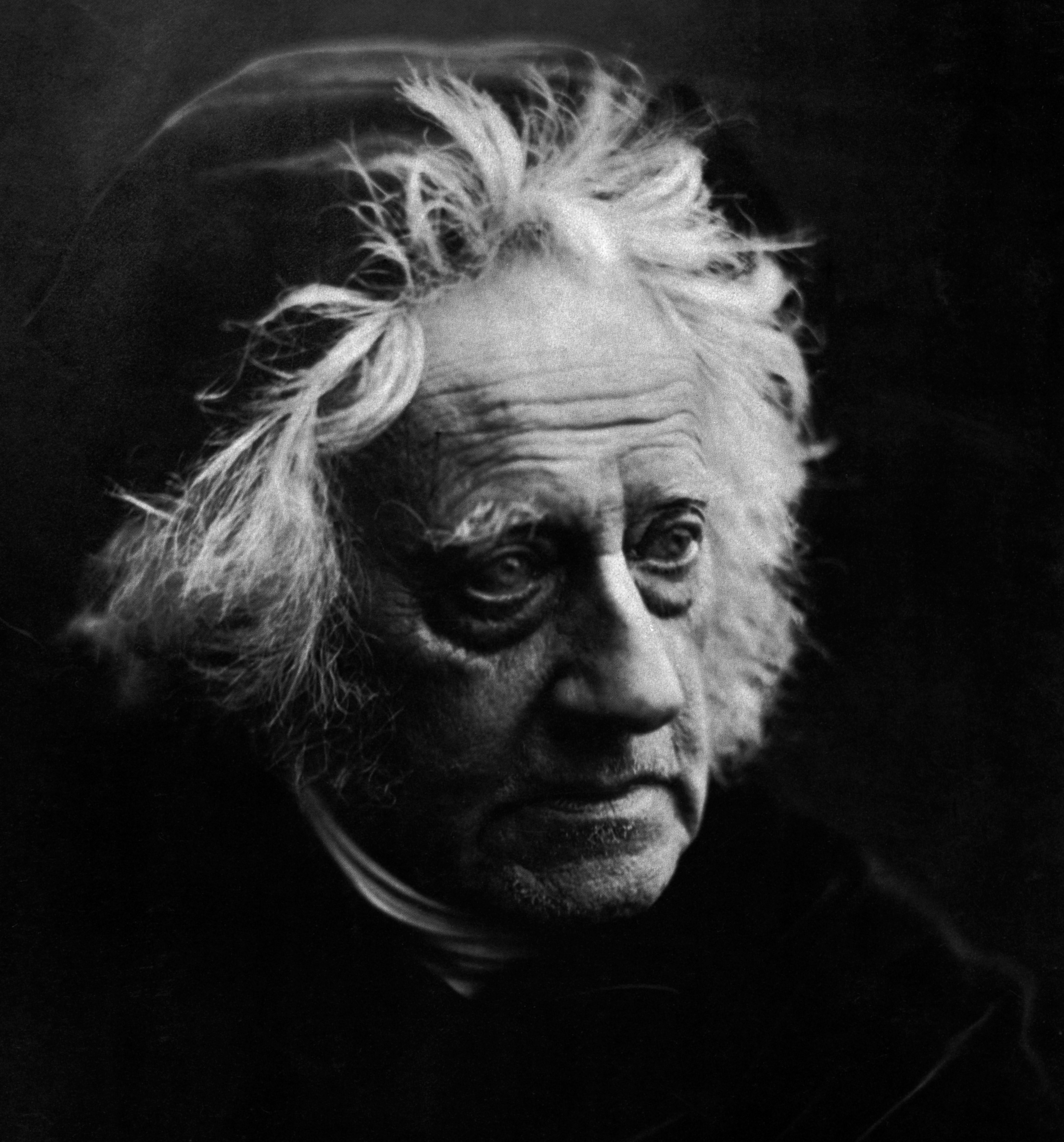
John Herschel en una fotografia de Julia Margaret Cameron de 1867.

L'any 1833 Herschel va viatjar a Sud-àfrica per a catalogar les estrelles, nebuloses i altres cossos celestes visibles des de l'hemisferi sud. Pretenia completar la classificació dels cels del nord iniciada pel seu pare William, i continuada per ell mateix. Va arribar a Ciutat del Cap el 15 de gener de 1834. Entre les seves observacions es trobava la volta de l'estel 1P/Halley.
No obstant això, a més del seu treball astronòmic, aquest viatge a una remota zona de l'Imperi Britànic també li va proporcionar una escapada de les pressions a les quals es trobava sotmès a Londres, on era un dels científics més buscats d'Anglaterra. Durant la seva estada a Sud-àfrica, s'embarcaria en una àmplia varietat de recerques científiques alliberat del sentiment d'obligació cap a una comunitat. De fet va ser, com més tard afirmaria, l'època més feliç de la seva vida.
Intrigat per les idees sobre una formació progressiva dels paisatges reflectides en Principis de Geologia de Charles Lyell, va escriure a Lyell demanant una urgent recerca de les lleis naturals que es trobaven sota "el misteri dels misteris" - com es van crear les espècies - començant amb l'apariat:
| «                              | (anglès) He that on such quest would go must know not fear or failing To coward soul or faithless heart the search were unavailing | (català) Aquell que s'endinsi en tal pregunta no ha de sentir por ni defalliment Per a l'ànima covarda o el cor sense fe la recerca va ser inútil | » |
| — John Herschel, Carta a Lyell | | |   |

Prenent un punt de vista gradualista de l'evolució va comentar a una carta publicada per Cannon l'any 1961:
| «                                                      | (anglès) Time! Time! Time! — we must not impugn the Scripture Chronology, but we must interpret it in accordance with whatever shall appear on fair enquiry to be the truth for there cannot be two truths. And really there is scope enough: for the lives of the Patriarchs may as reasonably be extended to 5000 or 50000 years apiece as the days of Creation to as many thousand millions of years. | (català) Temps! Temps! Temps! - no hem d'impugnar la Cronologia de Les Escriptures, però hem d'interpretar-les d'acord amb el que sigui que sembli ser la veritat segons investigacions objectives, ja que no hi poden haver dues veritats. I realment hi ha un marge suficient: la vida dels Patriarques poden ser raonablement esteses entre 5000 i 50000 anys cadascun i els dies de la Creació com a mil milions d'anys. | » |
| — John Herschel, Carta a Lyell de 20 de febrer de 1836 | | |   |

El document va circular, i Charles Babbage en va incorporar extractes al seu "Novè Tractat de Bridgewater", que postulava que les lleis estaven posades per una entitat divina. Quan el HMS Beagle va arribar a Ciutat del Cap, el Capità Robert FitzRoy i el jove naturalista Charles Darwin van visitar a l'eminent Herschel el 3 de juny de 1836. Més tard, Darwin escriuria L'Origen de les Espècies influenciat, entre d'altres, per Herschel.

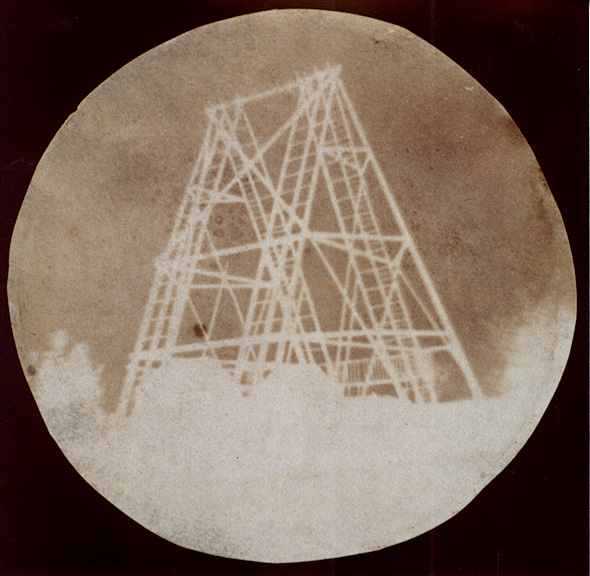
Primera fotografia sobre vidre, feta per John Herschel el 9 de setembre de 1839, a mig procés de desmantellar, per seguretat, el telescopi de 40 peus construït pel seu pare.

## Retorn a Anglaterra
Herschel va tornar a Anglaterra en 1838 on fou nomenat Baronet i va publicar Resultats d'Observacions Astronòmiques fetes al Cap de Bona Esperança (Results of Astronomical Observations made at the Cape of Good Hope) en 1847. En aquesta publicació va proposar els noms usats en els nostres dies per als set satèl·lits de Saturn coneguts en aquesta època: Mimas, Encèlad, Tetis, Dione, Rea, Tità i Jàpet.
En el mateix any, Herschel va rebre la seva segona Medalla Copley de la Reial Societat (Royal Society) per aquest treball. Uns anys després, en 1852, va proposar també els noms dels quatre satèl·lits coneguts llavors d'Urà: Ariel, Umbriel, Titània i Oberó.
Altres treballs van ser Contorns de l'astronomia (1849); Catàleg General de 10.300 Estrelles Múltiples i Dobles, (publicat després de la seva mort); Lectures Familiars d'Assumptes Científics; i Catàleg General de Nebulosas i Cúmuls d'Estrelles. Quan va morir, va ser enterrat en un funeral nacional a l'Abadia de Westminster.

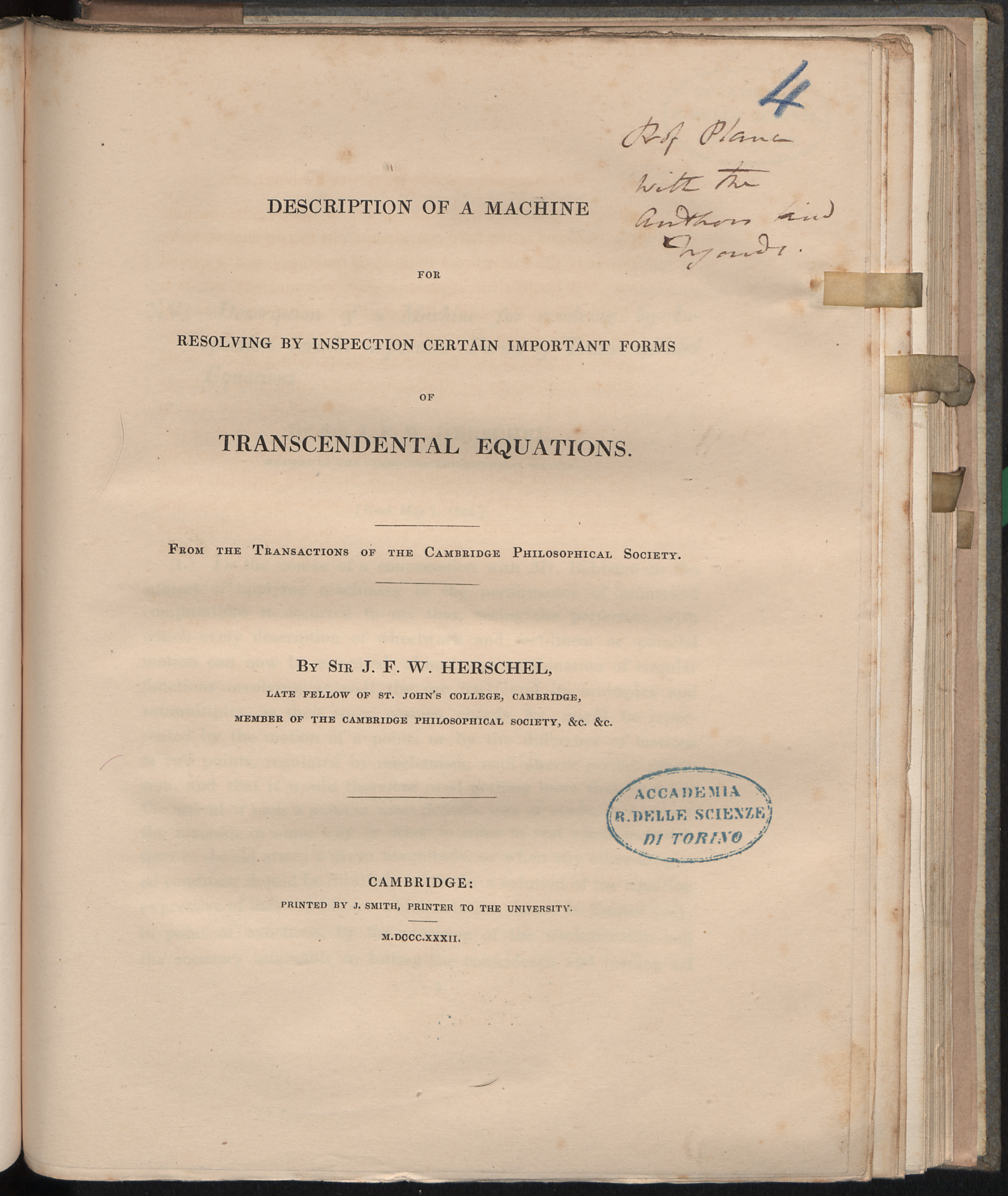
Description of a machine for resolving by inspection certain important forms, 1832

El 1835, el New York Sun va escriure una sèrie d'articles satírics que van ser coneguts com a Great Moon Hoax (la broma de la gran Lluna), on se li adjudicava a John Herschel el suposat descobriment de vida en la Lluna, incloent humanoides amb aspecte de ratapinyada.

## Publicacions
- On the Aberration of Compound Lenses and Object-Glasses (1821)[14]
- Outlines of Astronomy (1849), segurament el seu llibre més conegut que va ser reeditat nombroses vegades i traduit a diferents idiomes.[15]
- General Catalogue of 10,300 Multiple and Double Stars (publicació pòstuma)
- Familiar Lectures on Scientific Subjects (1866)
- General Catalogue of Nebulae and Clusters (1864)
- Manual of Scientific Inquiry (ed.), (1849)